# Station Amersfoort Vathorst
Station Amersfoort Vathorst is een Randstadspoorhalte van de Nederlandse Spoorwegen ten noorden van Amersfoort en station Amersfoort Schothorst aan de spoorlijn Amersfoort Centraal-Zwolle (de Centraalspoorweg). Het station heeft drie sporen, waaronder een keerspoor voor treinen uit de richting Amersfoort. Het station Amersfoort Vathorst bedient de Vinex-wijk Vathorst en het dorp Hooglanderveen.

## Bestemmingsplan
Tegen het bestemmingsplan betreffende het station Amersfoort Vathorst dat vanaf 7 juni 2005 ter inzage heeft gelegen zijn geen bezwaren ingediend. Hierdoor is het bestemmingsplan na de wettelijke termijn onherroepelijk geworden. Het plan regelt onder andere de aanleg van het station langs de spoorlijn Amersfoort - Zwolle. Het station is op 27 mei 2006 feestelijk geopend en in gebruik genomen.

## Dienstregeling
Er was eerst onduidelijkheid of het viaductstation wel geopend zou kunnen worden binnen de dienstregeling die gold tot 10 december 2006. Daarom was het plan opgevat om de stoptrein Utrecht Centraal – Zwolle afwisselend op de stations Schothorst en Vathorst te laten stoppen. Uiteindelijk is toch besloten de sneltrein uit de richting Amsterdam Centraal – Amersfoort te verlengen van Schothorst naar Vathorst. Dit vergde wel extra materieelinzet, omdat de keertijd die de trein in Schothorst had te kort was om heen en terug naar Vathorst te rijden.
De stoptrein tussen Utrecht Centraal en Zwolle reed aanvankelijk aan station Vathorst voorbij. Vanaf 10 december 2006 is de dienstregeling aangepast en stopt de stoptrein Utrecht – Zwolle hier wel. De trein naar Amsterdam Centraal rijdt alleen nog op werkdagen tot 20:00 uur van en naar Vathorst. Hierdoor is er een kwartierdienst tussen  Vathorst en Amersfoort. Vanaf 9 december 2007 werd deze sneltrein vervangen door een sprinter Uitgeest – Amsterdam – Amersfoort Vathorst, die op 13 december 2009 werd ingekort tot Amsterdam – Amersfoort Vathorst.

## Afbeeldingen

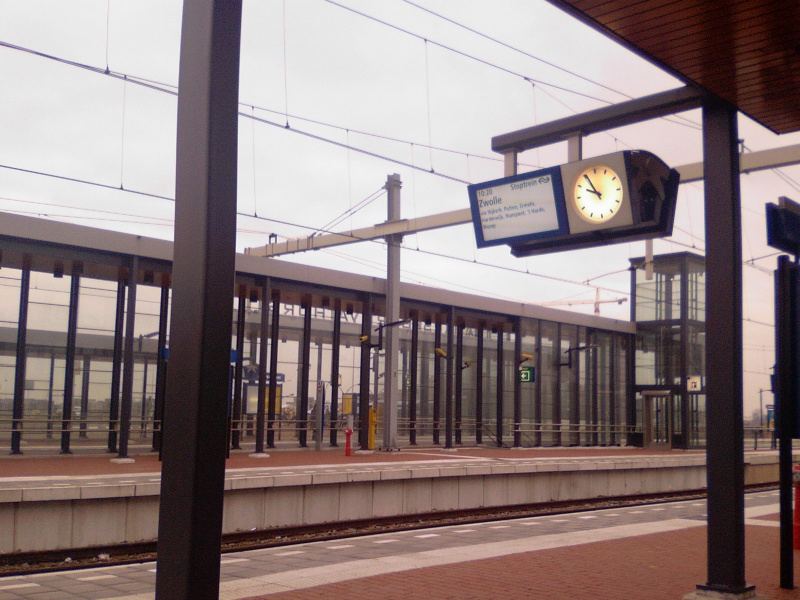
Spoor 3 van het station
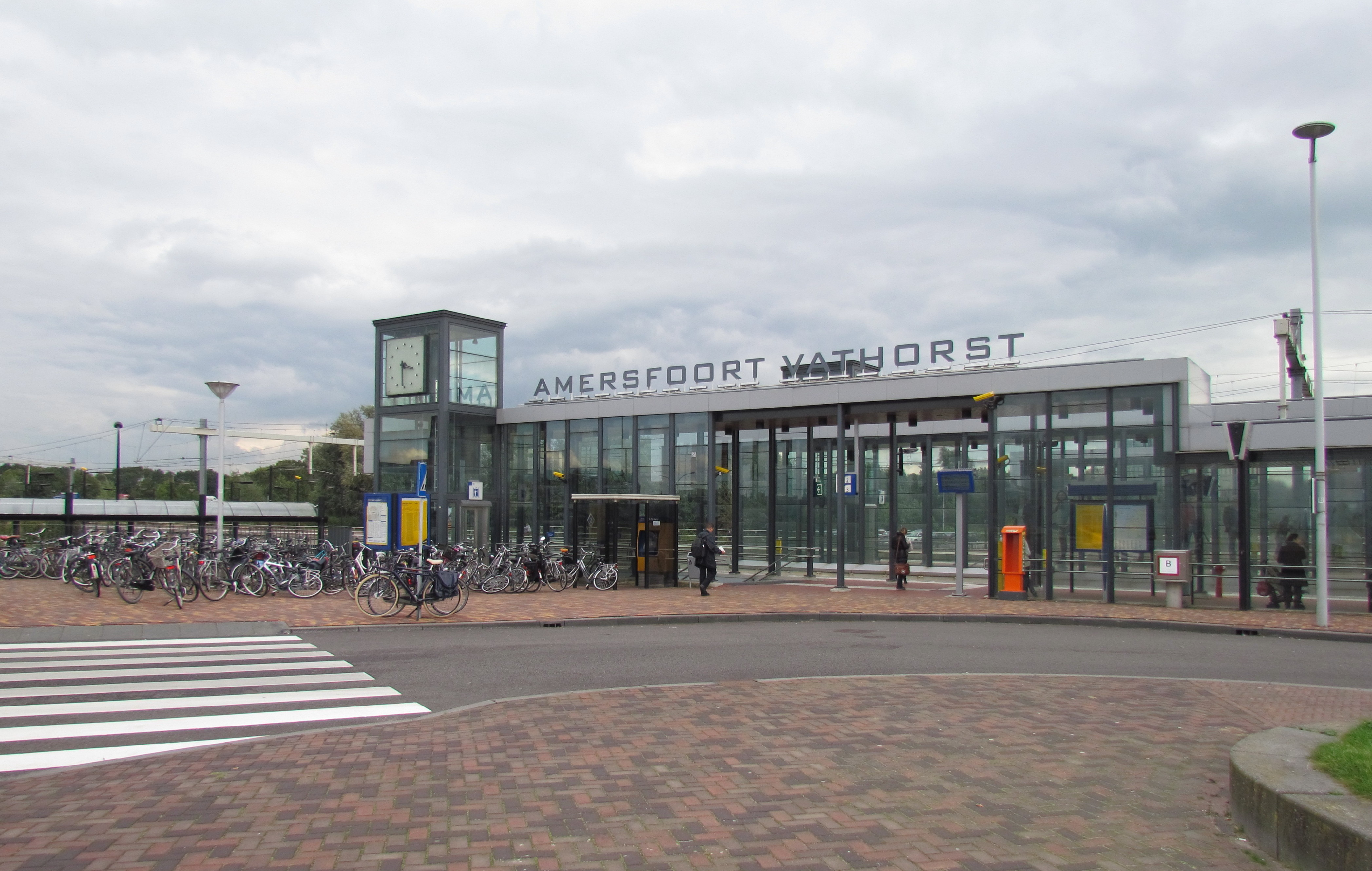
Het station in 2012
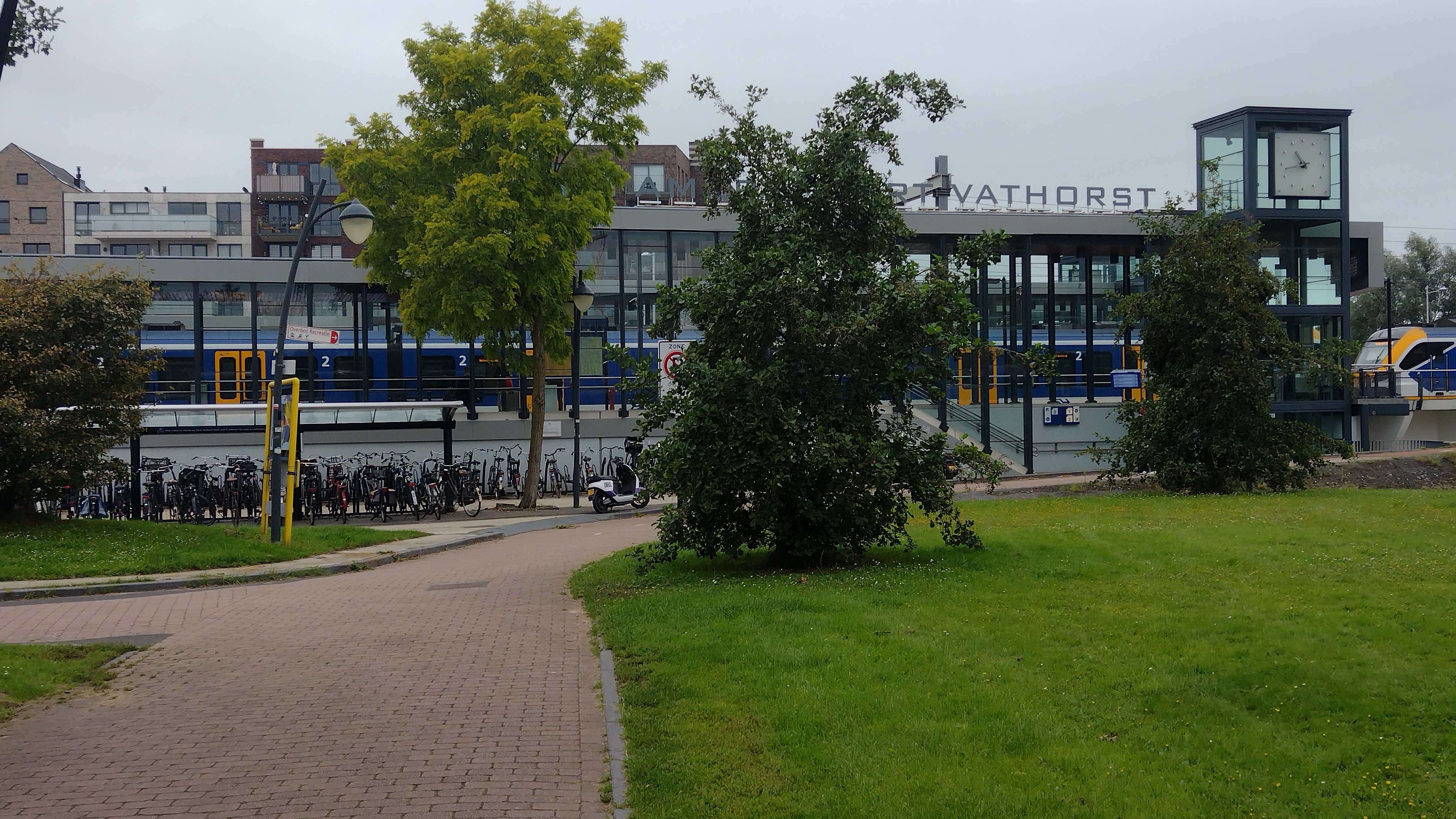
Het station in 2023
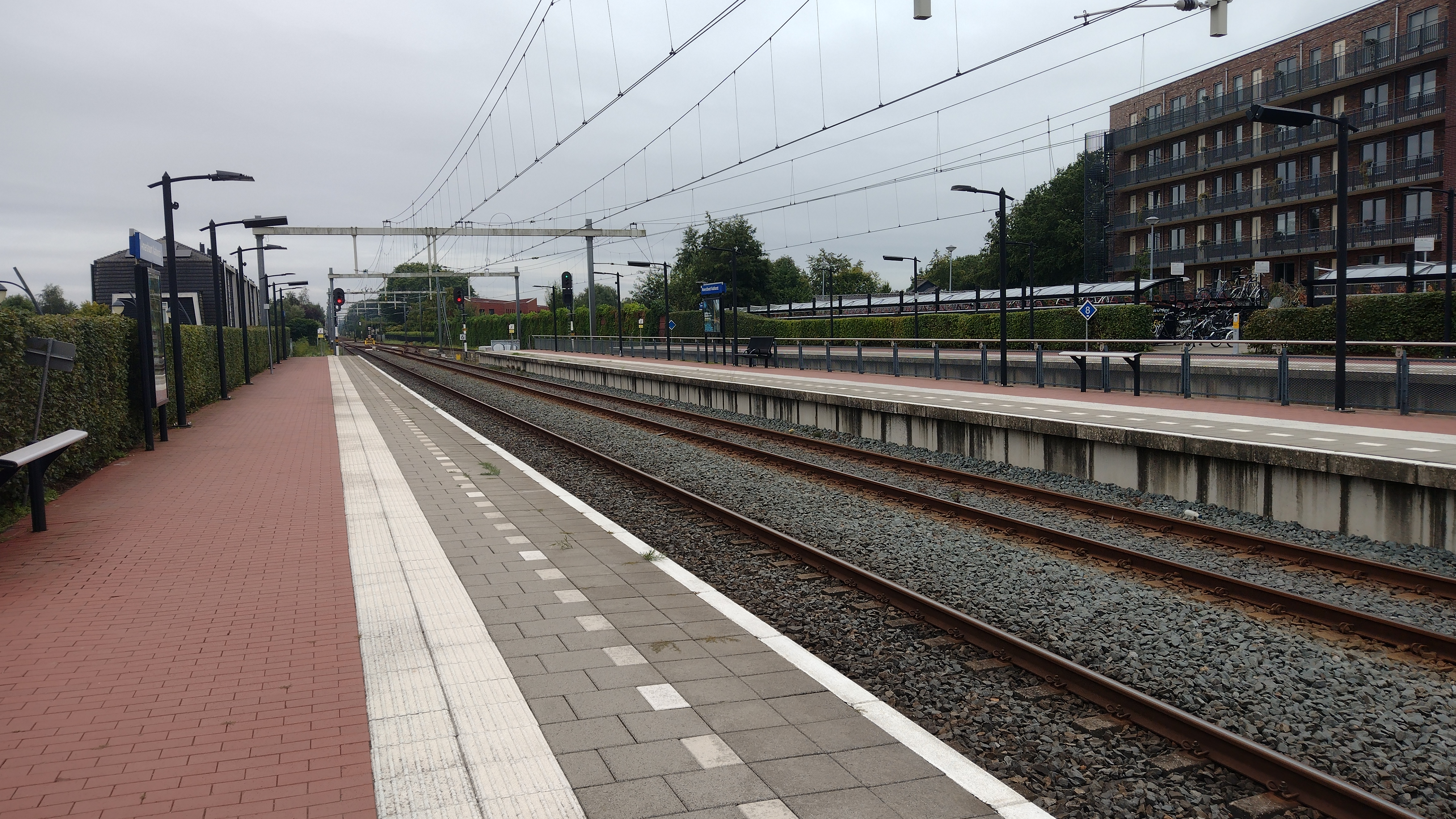
De perrons

### Treinverbindingen
In de dienstregeling 2025 stoppen de volgende treinseries op station Amersfoort Vathorst:
| Serie | Treinsoort    | Route                                                                                     | Bijzonderheden                                                                                     |
| ----- | ------------- | ----------------------------------------------------------------------------------------- | -------------------------------------------------------------------------------------------------- |
| 5600  | Sprinter (NS) | Utrecht Centraal – Utrecht Overvecht – Amersfoort Centraal – Amersfoort Vathorst – Zwolle | |
| 5800  | Sprinter (NS) | Amersfoort Vathorst – Amersfoort Centraal – Hilversum – Weesp – Amsterdam Centraal        | Rijdt in de vroege ochtend en na 22:30 uur niet tussen Amersfoort Vathorst en Amersfoort Centraal. |

## Ontwikkeling aantal reizigers
Het aantal door NS vervoerde reizigers (per gemiddelde werkdag) ontwikkelde zich sedert 2019 als volgt:
| Jaar | Aantal reizigers |
| ---- | ---------------- |
| 2019 | 3.861            |
| 2020 | 1.762            |
| 2021 | 1.751            |
| 2022 | 2.724            |
| 2023 | 3.286            |
| 2024 | 3.305            |